# Wesley So
Wesley Barbasa So (* 9. Oktober 1993 in Manila) ist ein philippinischer Schachgroßmeister. Seit Oktober 2014 spielt er für den US-amerikanischen Schachverband.

## Leben
Wesley So erlernte das Schachspiel im Alter von sechs Jahren von seinem Vater. 2006 wurde er das jüngste Mitglied der nationalen Herren-Mannschaft und nahm im Alter von zwölf Jahren an der 37. Schacholympiade in Turin (Italien) teil. Im Dezember des gleichen Jahres wurde er auch der jüngste National Open Chess Champion.
Im Alter von zwölf Jahren und zehn Monaten wurde er der jüngste philippinische Internationale Meister. Die erforderlichen Normen erfüllte er alle im Jahr 2006, und zwar im April beim Dubai Open, im Juni beim 2. Open San Marino und im August beim 3. IGB Dato Arthur Tan Open in Kuala Lumpur. Im Alter von 14 Jahren, einem Monat und 28 Tagen erreichte er den Großmeister-Titel und ist somit die siebtjüngste Person der Schachgeschichte, die diesen Titel erreichte. Die erforderlichen Normen erfüllte er im November 2006 bei der 10. Offenen Bayerischen Meisterschaft in Bad Wiessee, im Oktober 2007 bei der Juniorenweltmeisterschaft in Jerewan und im Dezember 2007 beim 3. Pichay Cup in Manila. Er war 2009 der Elo-stärkste U-16 Spieler der Welt.
Im Oktober 2008 erreichte er eine Elo-Zahl von 2610, wodurch er der jüngste Spieler der Geschichte wurde, der die 2600 Elo-Marke durchbrach. Seine Nachfolgerin wurde Hou Yifan, die für einige Monate jüngster Großmeister überhaupt war.

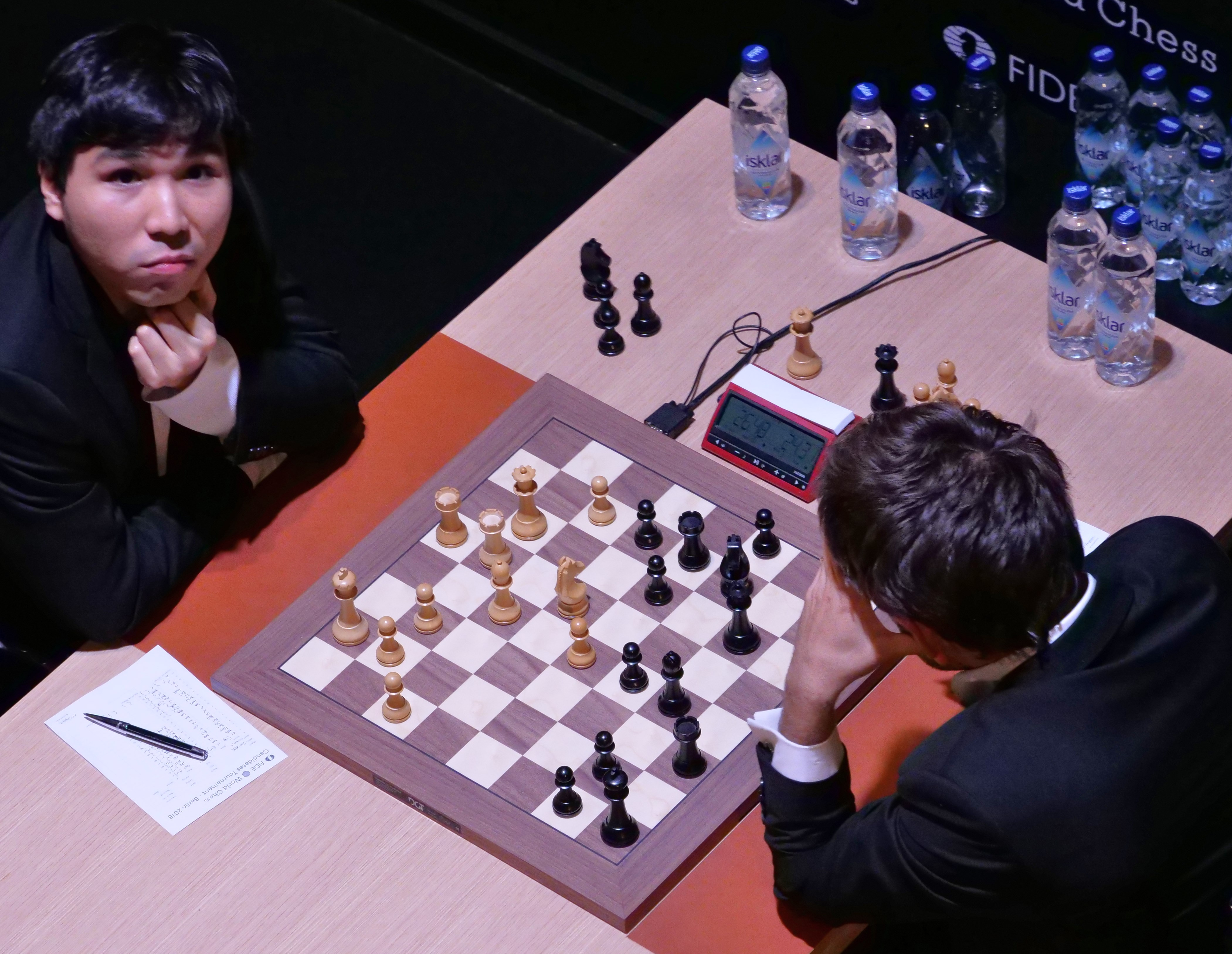
So – Aronjan, Kandidatenturnier Berlin 2018 (6. Runde)

So qualifizierte sich viermal für den Schach-Weltpokal. Bei seiner ersten Teilnahme 2009 erreichte er durch Siege gegen Qədir Hüseynov, Wassyl Iwantschuk und Gata Kamsky das Achtelfinale, in dem er an Wladimir Malachow scheiterte. 2011 unterlag er nach einem Auftaktsieg gegen Ding Liren dem an 1 gesetzten Sergei Karjakin, 2013 besiegte er in der ersten Runde Alexander Ipatov, verlor jedoch in der zweiten Runde gegen Jewgeni Tomaschewski. Beim Schach-Weltpokal 2015 in Baku setzte sich So in den ersten drei Runden gegen Parham Maghsoodloo, Csaba Balogh und Lê Quang Liêm durch, ehe er im Achtelfinale an Maxime Vachier-Lagrave scheiterte.
Im Oktober 2014 wechselte Wesley So zum US-amerikanischen Schachverband. 2016 wurde er Zweiter bei der Meisterschaft der Vereinigten Staaten mit 7,5 aus elf Punkten, einen Punkt hinter Fabiano Caruana. Im gleichen Jahr gewann er den Sinquefield Cup und das London Chess Classic.
Wesley So gewann im Januar 2017 das Tata-Steel-Schachturnier in Wijk aan Zee mit neun Punkten vor dem amtierenden Schachweltmeister Magnus Carlsen. Im selben Jahr wurde er erstmals US-Meister. Als einer von zwei Spielern, die 2017 gemittelt die beste Elo-Zahl hatten und am Weltpokal oder Grand Prix 2017 teilgenommen hatten, qualifizierte er sich für das Berliner Kandidatenturnier im März 2018, in dem der Herausforderer des Weltmeisters ermittelt wurde. Dort belegte Wesley So unter acht Spielern den siebenten Platz.
Im November 2019 gewann er die erste Weltmeisterschaft im Chess960, in der er Magnus Carlsen im Finale mit 13,5:2,5 Punkten besiegte.
Im November 2020 gewann Wesley So das Finale des Schnellschach-Turniers Skilling Open gegen Magnus Carlsen und damit ein Preisgeld von 30.000 US-Dollar. Im Februar 2021 konnte sich Wesley So den Sieg im Finale des Opera Euro Rapid, erneut gegen Magnus Carlsen, und das Preisgeld von 30.000 US-Dollar sichern.
| Die zur Anzeige dieser Grafik verwendete Erweiterung wurde dauerhaft deaktiviert. Wir arbeiten aktuell daran, diese und weitere betroffene Grafiken auf ein neues Format umzustellen. (Mehr dazu) |

## Nationalmannschaft
Wesley So nahm mit der philippinischen Nationalmannschaft an den Schacholympiaden 2006, 2008, 2010 und 2012 teil. Außerdem vertrat er die Philippinen bei den Schachwettbewerben der Asienspiele 2010 und der Hallen-Asienspiele 2007. Bei der Schacholympiade 2016 trat So erstmals mit dem Team der USA an und gewann sowohl mit der Mannschaft als auch als Einzelspieler für die beste Leistung an Brett 3 die Goldmedaille.

## Vereine
Auf den Philippinen spielte So für die Mannschaft von Tagaytay City, mit der er 2008 an der asiatischen Vereinsmeisterschaft teilnahm und das beste Einzelergebnis am Spitzenbrett erreichte. In der chinesischen Mannschaftsmeisterschaft spielte er 2009 für die Bank of Qingdao, die französische Mannschaftsmeisterschaft gewann er 2012 mit Clichy-Echecs-92. Die United States Chess League gewann er 2014 mit den St. Louis Arch Bishops, 2015 spielt er für Minnesota Blizzard.

## Partiebeispiel
|   | a | b | c | d | e | f | g | h |   |
| 8 |   |   |   |   |   |   |   |   | 8 |
| 7 |   |   |   |   |   |   |   |   | 7 |
| 6 |   |   |   |   |   |   |   |   | 6 |
| 5 |   |   |   |   |   |   |   |   | 5 |
| 4 |   |   |   |   |   |   |   |   | 4 |
| 3 |   |   |   |   |   |   |   |   | 3 |
| 2 |   |   |   |   |   |   |   |   | 2 |
| 1 |   |   |   |   |   |   |   |   | 1 |
|   | a | b | c | d | e | f | g | h |   |

In der folgenden Partie besiegte Wesley So mit den schwarzen Steinen bei den Dortmunder Schachtagen 2015 den US-Amerikaner Fabiano Caruana.
Caruana–Wesley So 0:1
Dortmund, 28. Juni 2015
Sizilianische Eröffnung (Najdorf-Variante), B90
1. Sf3 c5 2. e4 d6 3. d4 cxd4 4. Sxd4 Sf6 5. Sc3 a6 6. h3 e5 7. Sde2 b5 8. g4 b4 9. Sd5 Sxd5 10. exd5 h5 11. gxh5 Txh5 12. a3 bxa3 13. Txa3 Sd7 14. Lg2 Sf6 15. 0–0 Tb8 16. f4 Le7 17. c4 Db6+ 18. Tf2 Th4 19. Tc3 Ld7 20. b3 Lxh3 21. Lxh3 Se4 22. De1 Sxc3 23. Dxc3 Dxb3 24. Dxb3 Txb3 25. Lc8 e4 26. Lxa6 Ld8 27. c5 dxc5 28. Tg2 g6 29. Tg3 Txg3+ 30. Sxg3 Tg4 31. Kh2 f5 32. Se2 Th4+ 33. Kg2 Lc7 34. Lc8 Kd8 35. Le6 Ke7 36. Le3 Ld6 37. Lf2 Th8 38. Le1 c4 39. Lc3 Ta8 40. Le5 Ta2 41. Kf1 Td2 42. Lc3 Td3 43. La5 La3 44. Lg8 Ld6 45. Le6 Lc5 46. Ke1 Tb3 47. Kd2 Tb2+ 48. Kd1 Lb4 49. Lxb4+ Txb4 50. Kc2 Tb3 51. Sc3 e3 52. Lg8 Tb6 53. Se2 Ta6 54. d6+ Txd6 55. Lxc4 Kf6 56. Ld3 g5 57. fxg5+ Kxg5 58. Sg3 Tc6+ 59. Kd1 f4 60. Sf1 Tb6 61. Sh2 Kh4 62. Ke1 Kg3 63. Sf1+ Kf3 64. Sh2+ Kg2 65. Sf1 Te6 66. Lc4 Te5 67. La6 Ta5 68. Lb7+ Kg1 69. Sxe3 Te5 0:1